# Unshine
Unshine — фінський симфонічний готик-метал-гурт з Гельсінкі, сформований у травні 2000.

## Склад
Поточні учасники
- Сюзанна Весілахті — вокал
- Харрі Хаутала — електрогітара, синтезатор
- Ярі Хаутала — гітара
- Юкка «Stibe» Хаутала — барабан
- Теему «Teemal» Вахакангас — бас-гітара

## Дискографія
Студійні альбоми
- Earth Magick (2005)
- The Enigma of Immortals (2008)
- Dark Half Rising (2013)
- Astrala (2018)

Демо
- Promo 2002 (2002)
- Promo 2003 (2003)